# Jaime Vargas
Jaime Francisco Vargas González (San Vicente de Tagua Tagua, 28 de octubre de 2004) es un futbolista chileno que juega como Portero y milita actualmente en Deportes Recoleta de la Primera B de Chile.

## Trayectoria
Oriundo de San Vicente de Tagua Tagua, estuvo en las divisiones inferiores de Universidad de Chile entre los 11 y 13 años, siendo desafectado debido a no poder asistir a todos los entrenamientos en el Centro Deportivo Azul, debido a que mantuvo su residencia en San Vicente. Se mantuvo en la Escuela de Fútbol Bernardo Pávez de su ciudad natal, hasta que a los 15 años pasó una prueba en Deportes Recoleta, trasladándose a vivir a Santiago.
Debutó en el primer equipo de Deportes Recoleta el 29 de mayo de 2022, en una derrota ante Magallanes por 1:2 en partido válido por la Primera B chilena. Vio acción en dos partidos más válidos por el torneo oficial.

## Selección nacional

### Selecciones menores
Fue nominado a microciclos de la selección de fútbol sub-17 chilena. En noviembre de 2022, fue nominado por el director técnico nacional Eduardo Berizzo a un microciclo de la selección sub-23.

## Estadísticas

### Clubes
| Club                      | Div.       | Temporada  | Liga  | Liga  | Copas nacionales | Copas nacionales | Torneos internacionales | Torneos internacionales | Total | Total |
| Club                      | Div.       | Temporada  | Part. | Goles | Part.            | Goles            | Part.                   | Goles                   | Part. | Goles |
| ------------------------- | ---------- | ---------- | ----- | ----- | ---------------- | ---------------- | ----------------------- | ----------------------- | ----- | ----- |
| Deportes Recoleta · Chile | 2.ª        | 2022       | 3     | 0     | —                | —                | —                       | —                       | 3     | 0     |
| Deportes Recoleta · Chile | Total club | Total club | 3     | 0     | 0                | 0                | 0                       | 0                       | 3     | 0     |
| Total club                | Total club | Total club | 3     | 0     | 0                | 0                | 0                       | 0                       | 3     | 0     |
| 1.                        |            |            |       |       |                  |                  |                         |                         |       |       |